# Far West (Misuri)
Far West es el nombre de un sitio histórico para el movimiento de los Santos de los Últimos Días en el condado de Caldwell, Misuri, Estados Unidos, establecido a fines de los años 1830. Es reconocido por el Registro Nacional de Lugares Históricos de EE. UU., agregado al registro en 1970. Es actualmente propiedad y está mantenida por La Iglesia de Jesucristo de los Santos de los Últimos Días. En Far West se inició la construcción del tercer templo de la iglesia después del fallido templo de Independence y el templo de Kirtland, defamado al ser expulsados los fieles de Illinois.

## Historia
El poblado de Far West fue fundado por los líderes de la iglesia de Misuri, W W Phelps y John Whitmer en agosto de 1836, poco antes de la creación del condado. La colonia fue planificada originalmente como una 1 milla (1,6 km) de área cuadrada, centrada en una plaza pública que iba a albergar un templo. A medida que crecía la ciudad de Far West, los planos se ampliaron a 4 millas cuadradas (10,4 km²).
Los primeros Santos de los Últimos Días comenzaron a establecerse en esta región del noroeste de Misuri poco después de que se organizara la iglesia en 1830. Según dirección dada por Joseph Smith, Independence sería el "lugar central" de la Ciudad de Sion cuando Jesús regresara. Sin embargo, las disputas entre los primeros miembros de la iglesia y los colonos de Misuri en Independence llevaron a la expulsión de los primeros miembros de la iglesia del condado de Jackson en 1833. La mayoría se estableció temporalmente en el Condado de Clay (Misuri). Hacia fines de 1836, el condado de Caldwell se creó específicamente como un acuerdo de miembros de la iglesia para compensar las pérdidas de propiedad en el condado de Jackson. Poco después de la creación del condado de Caldwell, Far West se convirtió en la sede del condado. La decisión de migrar el cuerpo de la iglesia a Far West resultó de una epifanía obtenida por Joseph Smith previo a su retirada de Kirtland:

"Por lo tanto levantaos e id a la tierra que os mostraré, si una tierra que fluye leche y miel, estáis limpios delante de la sangre de este pueblo, y ay de aquellos que se han convertido en vuestros enemigos"
Diario de Joseph Smith, 12 de enero de 1838

Far West se convirtió en la sede de la iglesia a principios de 1838 cuando Smith y Sidney Rigdon se mudaron a la ciudad desde la sede anterior de la iglesia en Kirtland (Ohio). Durante su estadía en Far West, Smith enseñó que el Jardín del Edén había estado en el condado de Jackson y cuando Adán y Eva fueron expulsados del Jardín, se mudaron al área de Adán-ondi-Ahmán que ahora comprende los condados de Davuess y Caldwell, Misuri. Mientras tenía su sede en Far West, el nombre oficial de la iglesia se cambió a La Iglesia de Jesucristo de los Santos de los Últimos Días, después de haber sido conocida anteriormente como la Iglesia de Cristo de 1830 a 1834 y como la Iglesia de los Santos de los Últimos Días, y otras variaciones de ese nombre, desde 1834.
El prominente fundador de la iglesia Oliver Cowdery fue excomulgado de la iglesia el 11 de abril de 1838 en Far West. Ni Cowdery ni Smith estuvieron presentes durante el procedimiento. Los danitas fueron parte de una hermandad de fieles a la iglesia que se formó en Far West, a mediados de 1838.

## Diseño
El diseño de la comunidad de Far West se parecía al plan de Joseph Smith, hijo (el primer profeta moderno del Movimiento de los Santos de los Últimos Días) para la Ciudad de Sion, que se había planeado construir en la ciudad de Independence, Misuri. Los agrimensores colocaron todas las calles con 5 barras de ancho, excepto las adyacentes al bloque del templo, que tenían 8 barras, o 132 pies (40,2 m) de ancho.

## Templo de Far West
Una vez establecido en Far West, Smith dirigió los inicios de la construcción de un nuevo templo en sustitución al defamado templo de Kirtland. Como parte de los planos de la ciudad dibujados por Smith, se asignó un terreno en el centro de la comunidad para el edificio. Más de 500 hombres en medio día llevaron a cabo la excavación para los cimientos del templo de Far West el 3 de julio de 1837, con medidas de 80 pies (24,4 m) por 120 pies (36,6 m). El 4 de julio de 1838 se colocaron las cuatro piedras angulares del cimiento en medio de una ceremonia dedicatoria que incluyó una oración, desfiles militares y procesiones comunitarias.: 117  Las piedras angulares se colocaron por representantes de las autoridades de la iglesia: al sureste presidida por la presidencia de estaca, al suroeste por la presidencia del cuórum de élderes, al noroeste por el obispo y al noreste por la presidencia del cuórum de maestros. Acompañados por una procesión por autoridades militares y religiosos, los fieles formaron un círculo con las damas al frente cantando himnos incluyendo el himno restauracionista Adán-ondi-Ahmán.: 212 
En la colocación de la piedra angular del templo de Far West, Sidney Rigdon pronunció su famoso discurso del Día de la Independencia. Las apasionadas declaraciones del discurso alimentaron la tensión entre los fieles y los ciudadanos de Misuri, y finalmente culminaron con la emisión de la orden de exterminio del gobernador Lilburn W. Boggs en octubre de 1838. En el folclore mormón, se establece que la intensificación de las hostilidades en Misuri eran consecuencia de la deslealtad y negligencia de sus fieles y devotos.: 118–119 
En una visita a Far West el 6 de noviembre de 1837, Smith dio instrucciones de posponer la construcción del templo hasta que "el Señor revele que será su voluntad comenzar". Luego, el 26 de abril de 1838, Smith ordenó que se constinuara con la construcción del templo. Según John W. Rigdon, hijo de Sidney Rigdon, el templo de Far West debía ser similar al templo de Kirtland en función, incluido el auditorio del piso inferior y el piso superior que se usaría para la escuela de los profetas, antecesor a los ritos de la investidura.

## Conflicto de Misuri de 1838
Surgieron problemas cuando los miembros de la iglesia comenzaron a establecerse en los condados que rodean Caldwell, incluidos De Witt en el condado de Carroll y Adán-ondi-Ahmán en el condado de Daviess. El temor de que el número creciente de fieles religiosos superara en número a los ciudadanos locales, y los malentendidos con respecto a la doctrina, los propósitos y las prácticas de la iglesia, crearon una serie de conflictos que se intensificaron, y el gobernador de Misuri finalmente llamó a 2.500 milicianos estatales para que dejaran de lado lo que él decía. supuestamente una "rebelión mormona". También emitió una orden de exterminio para librar al estado de la influencia de la iglesia. Aterrados, los miembros de la iglesia acudieron a Far West en busca de protección y se vieron sitiados. Joseph Smith, Sidney Rigdon y otros se rindieron a fines de octubre de 1838, con la esperanza de aliviar la persecución del cuerpo principal de miembros de la iglesia, pero el estado los enjuició por traición por acusaciones falsas inventadas. Luego, el cuerpo principal de la iglesia se vio obligado a ceder ilegalmente sus propiedades en Far West y el condado de Caldwell para pagar la reunión de la milicia y luego abandonar el estado. El cuerpo principal se estableció más tarde en Nauvoo, Illinois.

## Presente

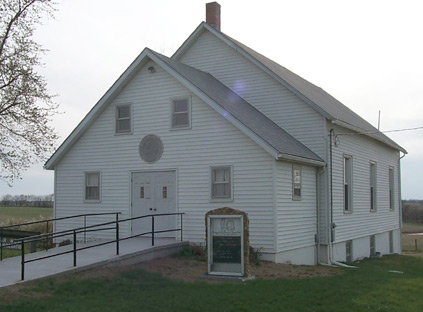
Capilla de la Comunidad de Cristo en Far West

Far West se convirtió en una ciudad fantasma poco después de la partida de la mayor parte de la población de fieles de la iglesia. La sede del condado se trasladó a Kingston, Misuri  y muchas de las casas de troncos en Far West se trasladaron. John Whitmer continuó viviendo en la ciudad casi vacía, donde era dueño de una gran granja.
La Iglesia de Jesucristo de los Santos de los Últimos Días compró el sitio del templo y parte del área circundante en 1909. Desde entonces, Far West se ha mantenido como un sitio histórico. Se encuentra a 7 millas (11,3 km) sur de la ruta 36 de los Estados Unidos en la ruta D de Misuri . El sitio incluye las piedras angulares del templo planificado, cada una revestida de vidrio, y un monumento a los primeros pobladores que se dedicó en 1968. La iglesia también honra el legado de Far West en nombre de un barrio ubicado en Cameron y, desde 2015, una estaca centrada en Gallatin .
La Comunidad de Cristo, anteriormente conocida como la Iglesia Reorganizada de Jesucristo de los Santos de los Últimos Días, tiene una congregación que se reúne en Far West, en el lado opuesto de la calle del sitio histórico.
En 2004 comenzó la construcción de un pueblo histórico adyacente al sitio del templo. Es operado por la Far West Historical Society para acomodar e incrementar el turismo con una tienda en funcionamiento desde 2006.[cita requerida]
En mayo de 2012, La Iglesia de Jesucristo de los Santos de los Últimos Días confirmó que había comprado 6000 acres (2428,1 ha) de tierras agrícolas de Misuri y tres sitios históricos de la Comunidad de Cristo, incluida la tierra alrededor de Far West.

## Personajes ilustres
Joseph F. Smith nace el 13 de noviembre de 1838 en Far West, sexto presidente de la iglesia